# Medycyna kosmiczna

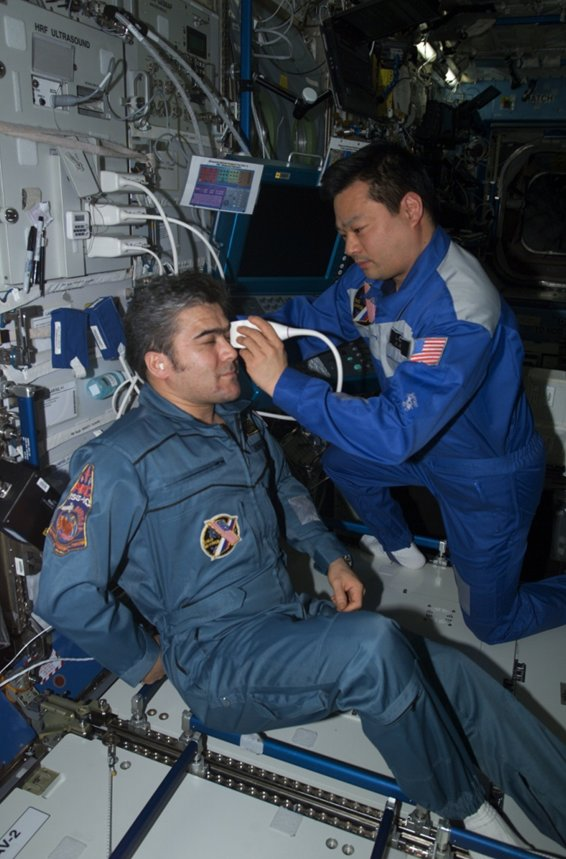
Korzystając z protokołów Advanced Diagnostic Ultrasound in Microgravity (ADUM), dowódca ekspedycji ISS Leroy Chiao przeprowadza badanie ultrasonograficzne oka inżyniera lotu Salizhana Sharipova (NASA)

Medycyna kosmiczna – dziedzina medycyny wyłoniona z medycyny lotniczej, zajmująca się wpływem podróży kosmicznych na organizm i psychikę człowieka, na zachowanie astronautów i ich zdolność do pracy. Badania prowadzone są w warunkach laboratoryjnych, polowych i w statkach kosmicznych. Medycyną kosmiczną zajmują się przeważnie specjaliści medycyny lotniczej.
Za twórcę medycyny kosmicznej uważany jest Hubertus Strughold.